# Cybocephalus diadematus
Cybocephalus diadematus is een keversoort uit de familie Cybocephalidae. De wetenschappelijke naam van de soort is voor het eerst geldig gepubliceerd in 1861 door Chevrolat.